# Anabacerthia striaticollis
Anabacerthia striaticollis là một loài chim trong họ Furnariidae.